# Najah Club Maoussa
 (décembre 2017).
Si vous disposez d'ouvrages ou d'articles de référence ou si vous connaissez des sites web de qualité traitant du thème abordé ici, merci de compléter l'article en donnant les références utiles à sa vérifiabilité et en les liant à la section « Notes et références ».
Maillots
Le Najah Club Maoussa (en arabe : نادي نجاح ماوسة), plus couramment abrégé en NC Maoussa ou encore connu simplement sous le nom de NCM, est un club algérien de football fondé en 1946 et basé dans la ville de Maoussa - Mascara.
| \| Maoussa \| Le club est basé à Maoussa , dans la Wilaya de Mascara (a l'ouest de l'Algérie). |
| Maoussa                                                                                        |

## Histoire
Le club évolue à plusieurs reprises en Troisième division, mais sans jamais atteindre la deuxième division. Actuellement [Quand ?], il évolue en championnat Régional 2 Saida Groupe B.